# Keşkül

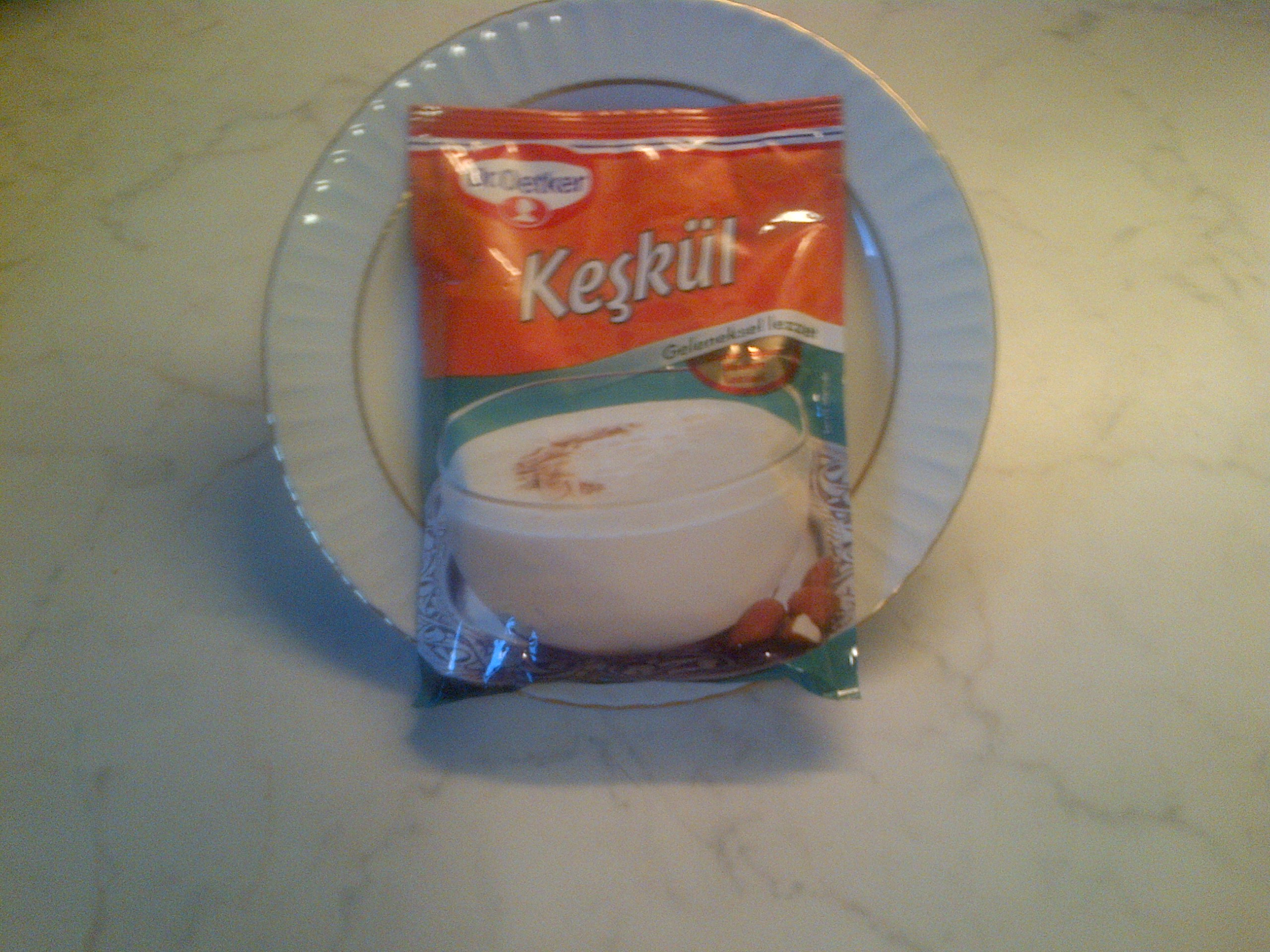
Keşkül per a cuinar a casa.

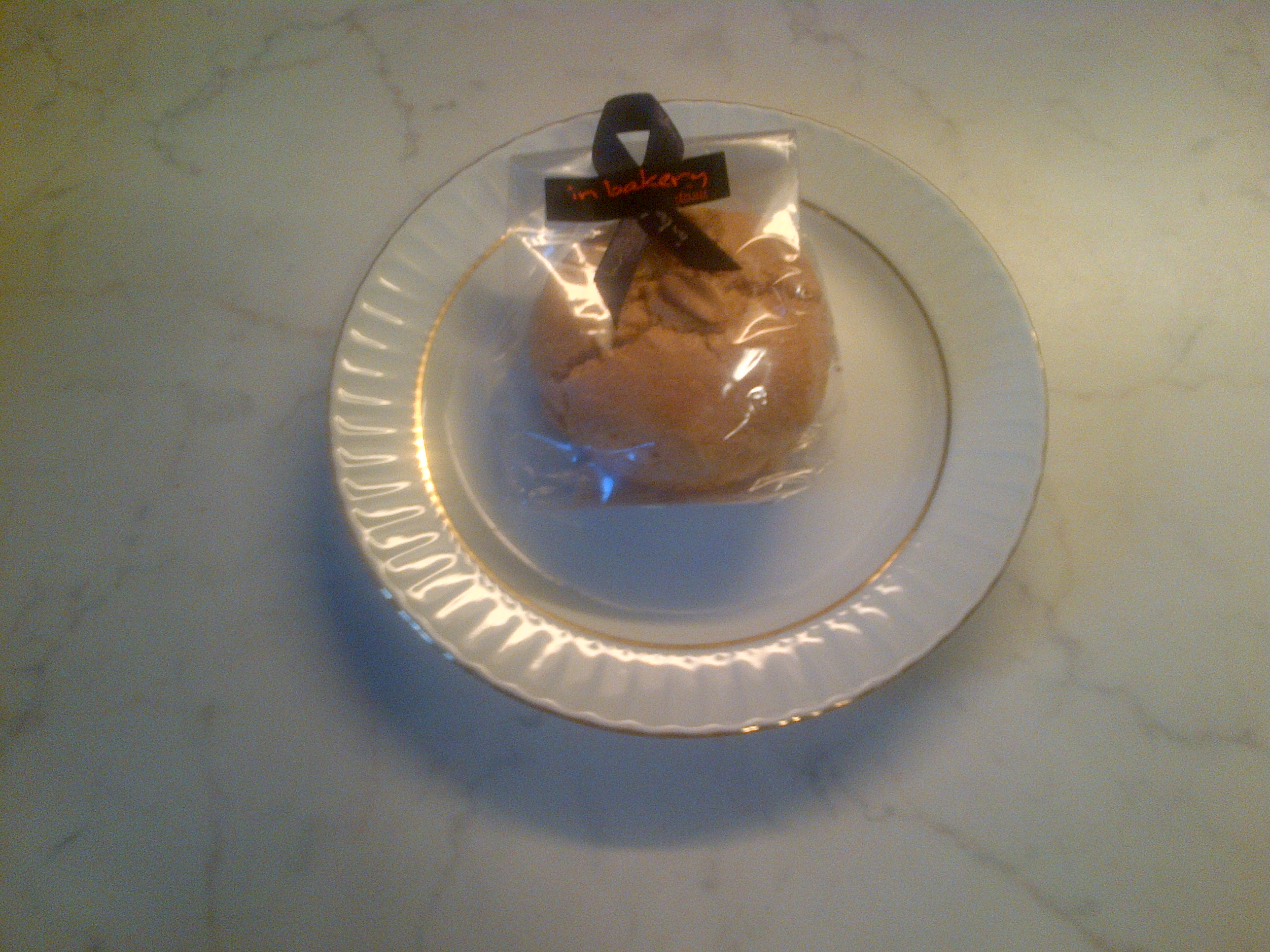
Les molles de galetes d'ametlla amarga (acıbadem kurabiyesi) es poden usar per fer un llit per al keşkül.

Keşkül o keşkül-ü fukara (especialment a Istanbul, en turc otomà literalment significa ‘bol de pobres') són unes postres de llet de la cuina turca fetes a base de llet, ametlles, sucre comú i midó o farina d'arròs.
El keşkül s'elabora amb una considerable quantitat d'ametlles moltes i, un cop cuinada i freda, es pot decorar amb ametlles filetejades o amb festucs frescos. Moltes vegades, especialment a l'estiu, se serveix amb una bola de gelat a sobre.
De vegades aquest dolç es prepara sense usar ametlles o reemplaçant-les amb farina de blat, per raons d'economia, llavors se l'anomena yalancı keşkül (‘keşkül mentider’).